# Séisme de 2013 au Pakistan
Ne doit pas être confondu avec Séisme de 2013 au Sistan-et-Baloutchistan.
Le séisme de 2013 au Pakistan, ou séisme du Balouchistan, est un séisme de magnitude 7.7 Mw. La zone de rupture, longue de 66 km, est située dans la province du Baloutchistan, au sud-ouest du Pakistan.
Ce séisme est lié à une rupture au sein de la plaque eurasiatique. Bien que sismiquement active, cette plaque n'a pas connu de tremblements de terre destructeurs au cours des dernières siècles. Seul un séisme de magnitude 6,1 avait tué six personnes en juillet 1990, à 200 kilomètres de l'épicentre du séisme de 2013.

## Bilan et conséquences
Au moins 825 personnes ont été tuées et 700 autres ont été blessées. Il y eut au total 11 répliques d'une magnitude allant de 4,7 à 6,8 les jours suivants.
La plupart des habitations touchées se sont effondrées. Deux jours après le séisme, le 26 septembre, deux roquettes sont tirées en direction d'un hélicoptère transportant le major-général Muhammad Saeed Aleem, président de l'Autorité nationale de gestion des catastrophes ainsi que d'autres officiels du gouvernement et des journalistes. Les autorités pakistanaises attribuent la responsabilité de cette attaque aux séparatistes baloutches, actifs dans la région.

### Émergence de Zalzala Koh
C'est à la suite de ce séisme qu'est apparue l'île de Zalzala Koh, située à une centaine de mètres au large du port de Gwadar. L'île est due à une liquéfaction du sol (perte de cohésion du sol), effet secondaire des ondes de surface, qu'on appelle aussi volcan de boue.